# Josep Maria Xammar i Sala
Josep Maria Xammar i Sala (Juneda, 1901 - Ciutat de Mèxic, 1967) fou un polític independentista català, germà de Gabriel Xammar. Durant la dictadura de Primo de Rivera es va exiliar a l'Argentina, on va participar de les activitats dels independentistes catalans.
Havia estat membre de Bandera Negra i posteriorment líder del Partit Nacionalista Català (PNC). El 1934 fou un dels implicats en els enfrontaments entre la Generalitat i els òrgans judicials arran de l'anomenat "procés Xammar".
El mes de juliol de 1936, el PNC es va incorporar a Estat Català, on Xammar fou nomenat el número dos del partit per dessota el secretari general, Joan Torres i Picart. Però la implicació d'aquest en l'afer Revertés amb Joan Casanovas i Maristany, que l'obligà a exiliar-se, el va convertir en el líder més visible del partit.
En acabar la guerra civil espanyola es va exiliar a França i després passà a la República Dominicana i finalment a Mèxic, on continuà treballant a favor de la independència catalana des de la Unió dels Catalans Independentistes. Allí va crear l'empresa de decoració Curvomex amb l'arquitecte català Jordi Tell. Ja en l'exili és el suposat autor d'una carta a un amic, no datada ni signada, on explica els fets del novembre del 1936.